# Мери Естел
Мери Естел (12. новембар 1666 – 11. мај 1731) била је енглеска протофеминистичка књижевница, филозофкиња и реторичарка. Њено залагање за једнаке образовне могућности за жене стекло јој је титулу "прве енглеске феминисткиње".

## Биографија
Не постоји много записа о њеном животу. Рођена је 12. новембра 1666. године у Њукаслу, од оца Питера и мајке Мери. Њени родитељи су имали још двоје деце, Вилијама, који је умро у детињству, и Питера, њеног млађег брата. Крштена је у цркви Светог Јована у Њукаслу. Њена породица била је виша средња класа и све време њеног детињства живела је у Њукаслу. Њен отац је био трговац угљем и конзервативни ројалистички англиканац. Мери није добила формално образовање, иако је неформално образовање стекла од свог ујака Ралфа Естела; био је дипломац Кембриџа и бивши свештеник чији је алкохолизам подстакао његову суспензију из Енглеске цркве. Иако је био искључен из Цркве, био је повезан са филозофском школом са седиштем у Кембриџу која је своје учење заснивала на филозофима као што су Аристотел, Платон и Питагора. Отац јој је умро када је имала 12 година, оставивши је без мираза. Са остатком породичних финансија уложеним у високо образовање њеног брата, Марија и њена мајка преселиле су се да живе код Мерине тетке.
Након смрти мајке, преселила се у Лондон. Била је једна од првих жена које су заступале идеју да су жене подједнако рационалне као и мушкарци. Залагала се за образовање жена и критиковала институцију брака у тадашњој Енглеској. Повукла се из јавног живота и постала директор једног сиротишта у Челсију. Умрла је у Лондону након операције груди, јер је имала рак.
Естел је упамћена по својој способности да слободно расправља са савременим мушкарцима и женама, а посебно по својим револуционарним методама преговарања о положају жена у друштву ангажовањем у филозофској расправи (Декарт је имао посебан утицај) уместо да своје аргументе заснива на историјским доказима као што је раније покушано. Декартова теорија дуализма, одвојеног ума и тела, дозволила је Естел да промовише идеју да жене, као и мушкарци, имају способност расуђивања, па се с њима не треба понашати тако лоше: „Ако су сви мушкарци рођени слободни, зашто су све жене рођене робиње?"
| „            | Кад је већ Бог дао женама као и мушкарцима интелигентне душе, зашто би било забрањено да их усавршавају? | ” |
| — Мери Естел | |   |